# Accra plumbeana
Accra plumbeana is een vlinder van de familie van de bladrollers (Tortricidae). De wetenschappelijke naam van deze soort is voor het eerst voorgesteld door Józef Razowski in een publicatie uit 1966.
De soort komt voor in Kenia en Tanzania.